# Mošenik, Zagorje ob Savi
Mošenik este o localitate din comuna Zagorje ob Savi, Slovenia, cu o populație de 41 de locuitori.